# Colección Arqueológica de Melivia
La Colección Arqueológica de Melivia es una colección o museo de Grecia ubicada en la localidad de Melivia, en la región de Tesalia. Fue creada en 2009.
Esta colección se compone de piezas de cerámica, esculturas, frescos y monedas de la época de los primitivos cristianos y de la época bizantina. Algunas proceden de excavaciones arqueológicas del área, otras fueron donadas por particulares y otras fueron compradas por las autoridades administrativas de la localidad. 
Una de las secciones incluye piezas procedentes del Kastro de Velika y de otra excavación en el área de Kalagiá. Otra sección exhibe esculturas del templo bizantino de Metamorfosis de Sotiritsa, pinturas murales de los monasterios de Dermatá y Kókkino Neró, esculturas del monasterio del siglo XII de Monópetra de Kutsupiá y otras piezas bizantinas del área del monte Kissavos. 
También hay una colección de monedas de periodos que incluyen la época clásica, primitivos cristianos, época bizantina y periodos posteriores.